# Puchar EHF piłkarzy ręcznych 2015/2016 – rundy kwalifikacyjne

## Format
Trzy rundy kwalifikacyjne Pucharu EHF mają na celu wyłonienie 16 drużyn, które toczyć będą rozgrywki w fazie grupowej.

## Drużyny uczestniczące
| Pierwsza runda kwalifikacyjna | Pierwsza runda kwalifikacyjna | Pierwsza runda kwalifikacyjna | Pierwsza runda kwalifikacyjna |
| ----------------------------- | ----------------------------- | ----------------------------- | ----------------------------- |
| Górnik Zabrze                 | Ystad IF HF                   | Energia Târgu Jiu             | GRK Varaždin                  |
| TSV St. Otmar St. Gallen      | Haukar Hafnarfjörður          | Maccabi Riszon le-Cijjon      | HV KRAS/Volendam              |
| HB Dideleng                   | Merzifon Belediye Hentbol SK  | KH Besa Famiglia              | Dragūnas Kłajpeda             |
| SERVITI Põlva                 | Initia Hasselt                | SSV Bozen                     | PGU-Kartina TV Tiraspol       |
| RK Lovćen                     | Fregata Burgas                | Riihimäki Cocks               | Handball Käerjeng             |
| Dinamo Bukareszt              | Haslum HK                     | RK Poreč                      | ASD Romagna Handball          |
| Druga runda kwalifikacyjna    |                               |                               |                               |
| RK Borac Banja Luka           | Alingsås HK                   | Sporting CP                   | Csurgói KK                    |
| CSM Bukareszt                 | ØIF Arendal                   | RK Nexe Našice                | Permskie medvedi              |
| Pfadi Winterthur              | SKA Mińsk                     | ZTR Zaporoże                  | RK Zomimak-M Strumica         |
| HC Sporta Hlohovec            | RK Spartak Vojput             | AC Diomidis Argous            | Talent Pilzno                 |
| Bregenz Handball              | Pogoń Szczecin                | Team Tvis Holstebro           | Chambéry Savoie Handball      |
| Trzecia runda kwalifikacyjna  |                               |                               |                               |
| Füchse BerlinOT               | Alpla HC Hard                 | Limburg Lions                 | BM Granollers                 |
| RK Gorenje Velenje            | SC Magdeburg                  | Bjerringbro-Silkeborg         | Helvetia Anaitasuna           |
| HBC Nantes                    | RK Maribor Branik             | Grundfos Tatabánya KC         | Azoty-Puławy                  |
| Frisch Auf! Göppingen         | Aalborg Håndbold              | Frigoríficos del Morrazo      | Saint-Raphaël Var Handball    |

Uwagi/legenda
- OT Obrońca tytułu
- Drużyna, która odpadła z kwalifikacji do Ligi Mistrzów

## Losowanie
Losowanie pierwszej i drugiej rundy kwalifikacyjnej odbyło się 21 lipca 2015 w Wiedniu, losowanie trzeciej rundy kwalifikacyjnej odbyło się 20 października 2015.

### Pierwsza runda kwalifikacyjna
Rozstawionymi zespołami w losowaniu było pierwszych 12 drużyn z zestawienia EHF i w toku losowania zostały połączone w pary z pozostałymi 12 drużynami.
| Drużyna 1                            | Wynik dwumeczu | Drużyna 2                    | Pierwszy mecz | Drugi mecz |
| ------------------------------------ | -------------- | ---------------------------- | ------------- | ---------- |
| Dinamo Bukareszt                     | 62:48          | Energia Târgu Jiu            | 38:24         | 24:24      |
| Initia Hasselt                       | 70:45          | Merzifon Belediye Hentbol SK | 37:21         | 33:24      |
| RK Poreč                             | 46:42          | Maccabi Riszon le-Cijjon     | 20:18         | 26:24      |
| Fregata Burgas                       | 38:54          | KH Besa Famiglia             | 18:24         | 20:30      |
| GRK Varaždin                         | 47:36          | ASD Romagna Handball         | 26:16         | 21:20      |
| PGU-Kartina TV Tiraspol              | 50:76          | Górnik Zabrze                | 25:40         | 25:36      |
| SERVITI Põlva                        | 53:49          | Dragūnas Kłajpeda            | 29:26         | 24:23      |
| Ystad IF HF                          | 76:48          | Handball Käerjeng            | 41:28         | 35:20      |
| HB Dideleng                          | 50:68          | Haslum HK                    | 27:34         | 23:34      |
| HV KRAS/Volendam                     | 64:41          | RK Lovćen                    | 34:23         | 30:18      |
| TSV St. Otmar St. Gallen             | 67:55          | Riihimäki Cocks              | 34:24         | 33:31      |
| SSV Bozen                            | 50:50          | Haukar Hafnarfjörður         | 30:24         | 20:26      |
| Po lewej gospodarz pierwszego meczu. |                |                              |               |            |

W dwumeczu pomiędzy SSV Bozen a Haukar Hafnarfjörður wystąpił remis, awans wywalczył zespół, który strzelił więcej bramek na wyjeździe.

#### Wyniki
| 5 września 2015 | Ystad IF HF                       | 41:28   | Handball Käerjeng |                                                         |
| 16:00           | Kim Andersson 10 Lukas Nilsson 10 | (20:17) | 9 Rok Praznik     | gospodarz Widzów: 754 Sędzia: Afrim Azemi Eshref Beqiri |
| 16:00           | 5× · 4×                           | (20:17) | 5× · 4×           | gospodarz Widzów: 754 Sędzia: Afrim Azemi Eshref Beqiri |

| 5 września 2015 | Dinamo Bukareszt     | 38:24   | Energia Târgu Jiu             |                                                        |
| 18:00           | Pierre-Yves Ragot 10 | (15:11) | 6 Florin Constantin Acatrinei | gospodarz Widzów: 700 Sędzia: Erdoan Vita Arsim Vitaku |
| 18:00           | 3× · 3×              | (15:11) | 2× · 4×                       | gospodarz Widzów: 700 Sędzia: Erdoan Vita Arsim Vitaku |

| 5 września 2015 | SERVITI Põlva | 29:26   | Dragūnas Kłajpeda     |                                                               |
| 18:00           | Ardo Puna 9   | (14:12) | 10 Igoris Kopišinskis | gospodarz Widzów: 400 Sędzia: Mads Dahl Hermann Jesper Madsen |
| 18:00           | 4× · 3×       | (14:12) | 5× · 3×               | gospodarz Widzów: 400 Sędzia: Mads Dahl Hermann Jesper Madsen |

| 5 września 2015 | GRK Varaždin    | 26:16  | ASD Romagna Handball                              |                                                       |
| 19:00           | Marcel Martin 9 | (12:9) | 3 Matteo Resca 3 Andrea Santilli 3 Rinaldi Ceroni | gospodarz Widzów: 500 Sędzia: Milan Hájek Karel Macho |
| 19:00           | 8× · 3×         | (12:9) | 3× · 3×                                           | gospodarz Widzów: 500 Sędzia: Milan Hájek Karel Macho |

| 5 września 2015 | RK Poreč                           | 20:18  | Maccabi Riszon le-Cijjon |                                                                 |
| 20:00           | Matija Radaković 5 Marko Kobetić 5 | (8:12) | 4 Omer Gera              | gospodarz Widzów: 800 Sędzia: Vagif Aliyev Alekper Aghakishiyev |
| 20:00           | 5× · 3×                            | (8:12) | 4× · 3×                  | gospodarz Widzów: 800 Sędzia: Vagif Aliyev Alekper Aghakishiyev |

| 5 września 2015 | Initia Hasselt      | 37:21   | Merzifon Belediye Hentbol SK |                       |
| 20:15           | Robbert Bogaerts 11 | (20:10) | 5 Velibor Manjić             | gospodarz Widzów: 510 |
| 20:15           | 7× · 4×             | (20:10) | 5× · 3×                      | gospodarz Widzów: 510 |

| 6 września 2015 | Merzifon Belediye Hentbol SK      | 24:33   | Initia Hasselt          |                                                    |
| 15:00           | Danijel Arapović 4 Cavit Eyövge 4 | (10:16) | 5 Mattias Van Criekinge | Stedelijke sporthal Alverberg, Hasselt Widzów: 180 |
| 15:00           | 2× · 3× · 1×                      | (10:16) | 2× · 3×                 | Stedelijke sporthal Alverberg, Hasselt Widzów: 180 |

| 6 września 2015 | TSV St. Otmar St. Gallen          | 34:24  | Riihimäki Cocks |                                                         |
| 17:00           | Benjamin Geisser 6 Vedran Banić 6 | (15:9) | 6 Nico Rönnberg | gospodarz Widzów: 620 Sędzia: Yaron Ben-Dan Assaf Faran |
| 17:00           | 2× · 3×                           | (15:9) | 5× · 3× · 1×    | gospodarz Widzów: 620 Sędzia: Yaron Ben-Dan Assaf Faran |

| 6 września 2015 | Fregata Burgas    | 18:24   | KH Besa Famiglia |                                                           |
| 18:00           | Hristo Yordanov 6 | (10:13) | 6 Ante Kukrika   | gospodarz Widzów: 250 Sędzia: Roberto Scevola Tal Alperan |
| 18:00           | 2× · 3×           | (10:13) |                  | gospodarz Widzów: 250 Sędzia: Roberto Scevola Tal Alperan |

| 6 września 2015 | Maccabi Riszon le-Cijjon | 24:26   | RK Poreč           |                                                                            |
| 20:00           | Omer Gera 7              | (11:14) | 6 Matija Radaković | SRC Veli Jože, Poreč Widzów: 800 Sędzia: Vagif Aliyev Alekper Aghakishiyev |
| 20:00           | 2× · 3×                  | (11:14) | 9× · 3× · 1×       | SRC Veli Jože, Poreč Widzów: 800 Sędzia: Vagif Aliyev Alekper Aghakishiyev |

| 11 września 2015 | HB Dideleng                                               | 27:34   | Haslum HK                     |                                                                                   |
| 19:30            | Michel Gulbicki 5 Jauhien Siamionau 5 Aleksiej Szyczkow 5 | (11:20) | 6 Simen Nicolay Schoenningsen | Nadderud Arena, Bekkestua Widzów: 200 Sędzia: Marco Di Domenico Lorenzo Fornasier |
| 19:30            | 2× · 3×                                                   | (11:20) | 5× · 3×                       | Nadderud Arena, Bekkestua Widzów: 200 Sędzia: Marco Di Domenico Lorenzo Fornasier |

| 12 września 2015 | Haslum HK           | 34:23   | HB Dideleng                      |                                                       |
| 16:00            | Joakim Patriksson 8 | (17:14) | 4 Nikola Malešević 4 Tommy Wirtz | gospodarz Sędzia: Marco Di Domenico Lorenzo Fornasier |
| 16:00            | 8× · 3×             | (17:14) | 3× · 2×                          | gospodarz Sędzia: Marco Di Domenico Lorenzo Fornasier |

| 12 września 2015 | Riihimäki Cocks | 31:33   | TSV St. Otmar St. Gallen      |                                                         |
| 16:00            | Nico Rönnberg 8 | (15:14) | 7 Jost Brücker 7 Vedran Banić | gospodarz Widzów: 235 Sędzia: Ruud Geraets Paul Geraets |
| 16:00            | 6× · 2×         | (15:14) | 5× · 3×                       | gospodarz Widzów: 235 Sędzia: Ruud Geraets Paul Geraets |

| 12 września 2015 | Dragūnas Kłajpeda | 23:24   | SERVITI Põlva                  |                                                             |
| 17:00            | Karolis Stropus 8 | (10:17) | 6 Ardo Puna 6 Roman Aizatullov | gospodarz Widzów: 1000 Sędzia: Vadims Jaškins Eduards Žabko |
| 17:00            | 1× · 2×           | (10:17) | 3× · 2×                        | gospodarz Widzów: 1000 Sędzia: Vadims Jaškins Eduards Žabko |

| 12 września 2015 | PGU-Kartina TV Tiraspol | 25:40   | Górnik Zabrze                                          |                                                                                              |
| 18:00            | Alexandr Lupasco 10     | (11:21) | 6 Marek Daćko 6 Bartłomiej Tomczak 6 Aleksandr Buszkow | Hala sportowa Pogoń Zabrze, Zabrze Widzów: 300 Sędzia: Athanasios Chaskis Dimitrios Tsakonas |
| 18:00            | 4× · 2×                 | (11:21) | 4× · 3× · 1×                                           | Hala sportowa Pogoń Zabrze, Zabrze Widzów: 300 Sędzia: Athanasios Chaskis Dimitrios Tsakonas |

| 12 września 2015 | Handball Käerjeng              | 20:35   | Ystad IF HF     |                                                                 |
| 19:00            | Władimir Temełkow 5 Tom Meis 5 | (11:18) | 8 Lukas Nilsson | gospodarz Widzów: 400 Sędzia: Florian Hofer Andreas Schmidhuber |
| 19:00            | 2× · 1×                        | (11:18) | 1× · 3×         | gospodarz Widzów: 400 Sędzia: Florian Hofer Andreas Schmidhuber |

| 12 września 2015 | HV KRAS/Volendam | 34:23   | RK Lovćen            |                                                        |
| 19:00            | Randy Duin 9     | (18:10) | 7 Miodrag Stanojević | gospodarz Widzów: 300 Sędzia: Péter Herczeg Péter Südi |
| 19:00            | 4× · 2×          | (18:10) | 9× · 3× · 1×         | gospodarz Widzów: 300 Sędzia: Péter Herczeg Péter Südi |

| 12 września 2015 | SSV Bozen        | 30:24   | Haukar Hafnarfjörður                         |                                                       |
| 19:00            | Dean Turkovic 10 | (17:13) | 5 Tjörvi Þorgeirsson 5 Elías Már Halldórsson | gospodarz Widzów: 400 Sędzia: Doru Manea Radu Iliescu |
| 19:00            | 5× · 3×          | (17:13) | 1× · 3×                                      | gospodarz Widzów: 400 Sędzia: Doru Manea Radu Iliescu |

| 12 września 2015 | ASD Romagna Handball | 20:21   | GRK Varaždin       |                                                                          |
| 19:30            | Andrea Santilli 5    | (10:10) | 6 Bruno-Vili Zobec | gospodarz Widzów: 640 Sędzia: Konstantinos Katsikis Michalis Michailidis |
| 19:30            | 2× · 2×              | (10:10) | 8× · 3× · 2×       | gospodarz Widzów: 640 Sędzia: Konstantinos Katsikis Michalis Michailidis |

| 13 września 2015 | RK Lovćen      | 18:30  | HV KRAS/Volendam             |                                                                          |
| 15:00            | Vuk Latković 5 | (9:18) | 5 Leon Geus 5 Geert Hinskens | Sporthal Opperdam, Volendam Widzów: 200 Sędzia: Péter Herczeg Péter Südi |
| 15:00            | 4× · 3×        | (9:18) | 4× · 3×                      | Sporthal Opperdam, Volendam Widzów: 200 Sędzia: Péter Herczeg Péter Südi |

| 13 września 2015 | Energia Târgu Jiu             | 24:24   | Dinamo Bukareszt    |                                                                  |
| 18:00            | Florin Constantin Acatrinei 9 | (13:12) | 8 Pierre-Yves Ragot | gospodarz Widzów: 650 Sędzia: Angelos Argyridis Christos Mouttas |
| 18:00            | 4× · 3×                       | (13:12) | 5× · 3×             | gospodarz Widzów: 650 Sędzia: Angelos Argyridis Christos Mouttas |

| 13 września 2015 | KH Besa Famiglia | 30:20   | Fregata Burgas   |                                                              |
| 18:00            | Jupa Kastrioti 8 | (15:10) | 8 Dimitar Petkov | gospodarz Widzów: 120 Sędzia: Lukáš Frieser Radoslav Kavulič |
| 18:00            | 5× · 3×          | (15:10) | 4× · 4×          | gospodarz Widzów: 120 Sędzia: Lukáš Frieser Radoslav Kavulič |

| 13 września 2015 | Górnik Zabrze     | 36:25   | PGU-Kartina TV Tiraspol |                                                                     |
| 18:00            | Paweł Niewrzawa 8 | (21:13) | 7 Alexandr Jedic        | gospodarz Widzów: 200 Sędzia: Athanasios Chaskis Dimitrios Tsakonas |
| 18:00            | 4× · 2×           | (21:13) | 3× · 3×                 | gospodarz Widzów: 200 Sędzia: Athanasios Chaskis Dimitrios Tsakonas |

| 13 września 2015 | Haukar Hafnarfjörður                            | 26:20   | SSV Bozen       |                                                                                    |
| 18:00            | Elías Már Halldórsson 6 Einar Pétur Pétursson 6 | (15:10) | 9 Dean Turkovic | Palestra comunale "Gasteiner", Bolzano Widzów: 400 Sędzia: Doru Manea Radu Iliescu |
| 18:00            | 5× · 3×                                         | (15:10) | 4× · 2×         | Palestra comunale "Gasteiner", Bolzano Widzów: 400 Sędzia: Doru Manea Radu Iliescu |

### Druga runda kwalifikacyjna
Rozstawionymi zespołami w losowaniu było pierwszych 16 drużyn z zestawienia EHF uczestniczących w drugiej rundzie kwalifikacyjnej i w toku losowania zostały połączone w pary z pozostałymi 4 drużynami, które zaczynały rozgrywki od drugiej rundy oraz 12 zwycięzcami pierwszej rundy kwalifikacyjnej.
| Drużyna 1                            | Wynik dwumeczu | Drużyna 2             | Pierwszy mecz | Drugi mecz |
| ------------------------------------ | -------------- | --------------------- | ------------- | ---------- |
| AC Diomidis Argous                   | 41:61          | Dinamo Bukareszt      | 21:26         | 20:35      |
| Csurgói KK                           | 59:49          | Pogoń Szczecin        | 29:19         | 30:27      |
| ØIF Arendal                          | 65:43          | KH Besa Famiglia      | 34:18         | 31:25      |
| Talent Pilzno                        | 54:49          | RK Poreč              | 27:24         | 27:25      |
| Pfadi Winterthur                     | 52:44          | SERVITI Põlva         | 31:24         | 21:20      |
| Initia Hasselt                       | 48:43          | RK Spartak Vojput     | 27:20         | 21:23      |
| Permskie medvedi                     | 54:55          | Ystad IF HF           | 30:28         | 24:27      |
| CSM Bukareszt                        | 50:47          | Bregenz Handball      | 28:24         | 22:23      |
| TSV St. Otmar St. Gallen             | 53:52          | Alingsås HK           | 27:25         | 26:27      |
| RK Nexe Našice                       | 62:41          | GRK Varaždin          | 30:20         | 32:21      |
| Haukar Hafnarfjörður                 | 63:44          | RK Zomimak-M Strumica | 34:20         | 29:24      |
| Team Tvis Holstebro                  | 64:63          | Sporting CP           | 36:31         | 28:32      |
| Górnik Zabrze                        | 54:52          | ZTR Zaporoże          | 28:25         | 26:27      |
| Haslum HK                            | 53:60          | RK Borac Banja Luka   | 28:29         | 25:31      |
| HV KRAS/Volendam                     | 55:64          | SKA Mińsk             | 25:32         | 30:32      |
| Chambéry Savoie Handball             | 66:40          | HC Sporta Hlohovec    | 35:12         | 31:28      |
| Po lewej gospodarz pierwszego meczu. |                |                       |               |            |

### Trzecia runda kwalifikacyjna
Rozstawionymi zespołami w losowaniu było 16 najlepszych drużyn z zestawienia EHF i w toku losowania zostały połączone w pary z 16 zwycięzcami drugiej rundy kwalifikacyjnej.
| Drużyna 1                            | Wynik dwumeczu | Drużyna 2                  | Pierwszy mecz | Drugi mecz |
| ------------------------------------ | -------------- | -------------------------- | ------------- | ---------- |
| Pfadi Winterthur                     | 59:48          | Azoty-Puławy               | 29:25         | 30:23      |
| Ystad IF HF                          | 59:48          | Grundfos Tatabánya KC      | 28:28         | 31:20      |
| RK Maribor Branik                    | 52:57          | Dinamo Bukareszt           | 27:26         | 25:31      |
| Alpla HC Hard                        | 46:68          | SKA Mińsk                  | 23:33         | 23:35      |
| RK Gorenje Velenje                   | 52:61          | Team Tvis Holstebro        | 25:29         | 27:32      |
| Aalborg Håndbold                     | 62:48          | TSV St. Otmar St. Gallen   | 30:20         | 32:28      |
| Initia Hasselt                       | 46:52          | Helvetia Anaitasuna        | 20:28         | 26:24      |
| RK Borac Banja Luka                  | 52:58          | Limburg Lions              | 29:31         | 23:27      |
| Talent Pilzno                        | 51:66          | Bjerringbro-Silkeborg      | 28:31         | 23:35      |
| RK Nexe Našice                       | 44:48          | HBC Nantes                 | 26:26         | 18:22      |
| Füchse Berlin                        | 61:65          | Chambéry Savoie Handball   | 31:31         | 30:34      |
| Górnik Zabrze                        | 58:77          | Frisch Auf! Göppingen      | 29:39         | 29:38      |
| CSM Bukareszt                        | 60:53          | Frigoríficos del Morrazo   | 31:24         | 29:29      |
| SC Magdeburg                         | 65:61          | Csurgói KK                 | 42:37         | 23:24      |
| Haukar Hafnarfjörður                 | 46:59          | Saint-Raphaël Var Handball | 28:29         | 18:30      |
| BM Granollers                        | 55:49          | ØIF Arendal                | 29:21         | 26:28      |
| Po lewej gospodarz pierwszego meczu. |                |                            |               |            |